# FIRA Trophy 1990-92
El FIRA Trophy de la temporada  1990-92  fue la 16° edición con esta denominación y la 29° temporada del segundo torneo en importancia de rugby en Europa, luego del Torneo de las Seis Naciones.

## FIRA Trophy
| Lugar | Selección       | Partidos | Partidos | Partidos  | Partidos | Puntos  | Puntos    | Puntos | Tabla de puntos |
| Lugar | Selección       | Jugados  | Ganados  | Empatados | Perdidos | A favor | En contra | dif.   | Tabla de puntos |
| ----- | --------------- | -------- | -------- | --------- | -------- | ------- | --------- | ------ | --------------- |
| 1     | Francia         | 8        | 8        | 0         | 0        | 281     | 109       | +172   | 24              |
| 2     | Italia          | 8        | 6        | 0         | 2        | 194     | 109       | +85    | 20              |
| 3     | Rumania         | 8        | 3        | 0         | 5        | 121     | 139       | -18    | 14              |
| 4     | Unión Soviética | 8        | 2        | 0         | 6        | 100     | 192       | -92    | 12              |
| 5     | España          | 8        | 1        | 0         | 7        | 86      | 233       | -147   | 10              |

| Bandera de Francia     |
| Campeón Francia        |
| Vigésimo cuarto título |

## Segunda División

### Grupo A
| Lugar | Selección    | Partidos | Partidos | Partidos  | Partidos | Puntos  | Puntos    | Puntos | Tabla de puntos |
| Lugar | Selección    | Jugados  | Ganados  | Empatados | Perdidos | A favor | En contra | dif.   | Tabla de puntos |
| ----- | ------------ | -------- | -------- | --------- | -------- | ------- | --------- | ------ | --------------- |
| 1     | Alemania     | 6        | 4        | 1         | 1        | 46      | 33        | +13    | 15              |
| 2     | Polonia      | 6        | 3        | 1         | 2        | 76      | 65        | +11    | 13              |
| 3     | Bélgica      | 6        | 2        | 3         | 1        | 76      | 69        | +7     | 13              |
| 4     | Países Bajos | 6        | 0        | 1         | 5        | 45      | 76        | -31    | 7               |

### Grupo B
| Lugar | Selección | Partidos | Partidos | Partidos  | Partidos | Puntos  | Puntos    | Puntos | Tabla de puntos |
| Lugar | Selección | Jugados  | Ganados  | Empatados | Perdidos | A favor | En contra | dif.   | Tabla de puntos |
| ----- | --------- | -------- | -------- | --------- | -------- | ------- | --------- | ------ | --------------- |
| 1     | Marruecos | 6        | 5        | 0         | 1        | 98      | 54        | +44    | 16              |
| 2     | Portugal  | 6        | 4        | 0         | 2        | 117     | 66        | +51    | 14              |
| 3     | Túnez     | 6        | 2        | 0         | 4        | 89      | 85        | +4     | 10              |
| 4     | Andorra   | 6        | 1        | 0         | 5        | 75      | 174       | -99    | 8               |

## Tercera División

### Grupo 1
- No completado

| 11 de noviembre de 1990 | Bulgaria | 3 - 0 | Yugoslavia |  |  |

| 18 de mayo de 1991 | Checoslovaquia | 25 - 3 | Bulgaria |  |  |

| 21 de abril de 1991 | Yugoslavia | 22 - 6 | Checoslovaquia |  |  |

| 3 de mayo de 1992 | Bulgaria | 3 - 0 | Checoslovaquia |  |  |

### Grupo 2
| 28 de septiembre de 1991 | Suecia | 72 - 4 | Finlandia |  |  |

| 28 de septiembre de 1991 | Dinamarca | 25 - 4 | Noruega |  |  |

- Definición Tercer puesto

| 29 de septiembre de 1991 | Finlandia | 18 - 3 | Noruega |  |  |

- Final

| 29 de septiembre de 1991 | Suecia | 30 - 9 | Dinamarca |  |  |